# Частные хроники. Монолог
«Частные хроники. Монолог» — псевдодокументальный фильм российского режиссёра-документалиста Виталия Манского, вышедший в 1999 году. Фильм (в титрах называемый «кинолетописью») смонтирован из десятков семейных кинохроник советского времени и рассказывает о жизни среднестатистического советского человека с 1961 по 1986 год. Закадровый текст от лица вымышленного главного героя читает Александр Цекало. Музыку к фильму написал Алексей Айги и исполнил коллектив «4’33"».
Премьера фильма в телеэфире состоялась 1 октября 1999 года на канале «РЕН ТВ».

## Сюжет
Главный герой фильма, от лица которого ведётся рассказ, родился 11 апреля 1961 года, за день до полёта Юрия Гагарина. Хотя мама на почве любви к фильму «Человек-амфибия» хотела назвать сына Ихтиандром, папа отговорил её, и героя назвали «среднестатистическим советским именем». Его детство прошло в провинциальном южном городке. Родители, представители «серой советской интеллигенции», вскоре развелись. Герой вспоминает о школьной учёбе и пионерлагере, отдыхе на море и на даче, советских праздниках и субботниках, о смерти бабушки и первой поездке в Москву в середине 70-х годов. Его поступление на геодезический факультет Политехнического института не удалось, однако он поступил в московский Институт культуры и со временем стал «нормальным советским человеком с дипломом». Воспоминания этих лет — о студенческой поездке на картошку и на заработки на БАМ, о дне Нептуна и летней Олимпиаде 1980 года, ноябрьских демонстрациях и смерти Брежнева, о мальчишнике перед свадьбой. Повествование заканчивается на событиях 1986 года. Герой по распределению попадает на пароход «Адмирал Нахимов» завсектором культмассовой работы. 31 августа этот пароход тонет в результате крушения, сотни пассажиров гибнут. Рассказчик сообщает, что его тело, по всей видимости, осталось среди тех, которые так и не подняли со дна. Однако в последующие годы кому-то из знакомых героя казалось, что его видели торгующим матрёшками у Бранденбургских ворот, а кто-то слышал, что он ведёт передачу на Краснодарском радио.

## Съёмочная группа
Мы сделали удивительный фильм, который, к сожалению, был практически замолчен. Это первый в мире художественный фильм, сделанный на основе частных хроник кинолюбителей. Это мой сценарий. Режиссура Виталия Манского, голос Саши Цекало. История человека моего поколения, рождённого с полёта Гагарина и погибшего на корабле "Адмирал Нахимов". То есть мне удалось в этом фильме соединить литературу и кино. Фильм выстраивается как проза, как монолог.
- Сценарий — Виталий Манский
- Режиссёр —Виталий Манский
- Текст — Игорь Яркевич
- Голос — Александр Цекало (в титрах Цикало)
- Композитор — Алексей Айги
- Продюсер — Виталий Манский
- Исполнительный продюсер — Наталья Манская

Фильм основан на архиве «Семейные хроники».

## Награды
- 1998 — МКФ «Послание к Человеку» — Специальный приз жюри «Серебряный кентавр» («За авторскую интерпретацию народной кинолетописи»)
- 1998 — МКФ неигрового и анимационного кино в Лейпциге (Leipzig DOK Festival) — Приз Европейских киноклубов «Дон Кихот»

## Критика
По мнению Алёны Солнцевой, в фильме «смонтированные в общую историю бесчисленные кадры домашних киносъёмок сотен обычных семей… по замыслу автора, должны были продемонстрировать иной, неофициальный взгляд на прошлое, представить поколение как единого персонажа, общие переживания — как индивидуальные, а индивидуальные — как общие. Героем «Частных хроник» стал человек, живущий как бы рассыпанной по бытовым мелочам общей со всеми жизнью». Аналогично, Виктория Белопольская отмечает, что «несмотря на драматургию явно игрового фильма, «Частные хроники» не грешат против документальности. Снятые сотней кинолюбителей кадры… обобщаются до метафоры — жизни одного героя ушедшего времени с его надеждами, комплексами, с его глубинной несвободой. Таким образом, Манский создал что-то вроде “интимного дневника эпохи high-tech”».
Марина Дроздова считает, что «режиссёр поставил перед собой довольно изысканную задачу. А именно: наглядно продемонстрировать, как складывался тип среднестатистического «совка», и, соответственно, дать почувствовать нынешней аудитории дохлую и гипнотическую ауру периода «застоя», которая ныне практически забыта… Становится понятно, что перед нами отнюдь не сентиментальный дневник, а инфернальный фильм ужасов о том, как среда поедает человека, а никаких, фигурально выражаясь, четверга и вторника нет в помине». 
Скептическим был отзыв о фильме Дмитрия Быкова, который писал: «Но не в том дело, что видеоряд изнасилован текстом и жёстко подчинён ему, — за художественный эффект и не такое прощали. Эффекта нет, вот в чём дело. Рассасывается. Остроумие придумки — сведение сотни биографий в одну — успеваешь оценить в первые десять минут. Самое же печальное — отношения нынешних без пяти минут сорокалетних с породившей и определившей их эпохой до обидного не выстроены…»